# 秋田運輸支局

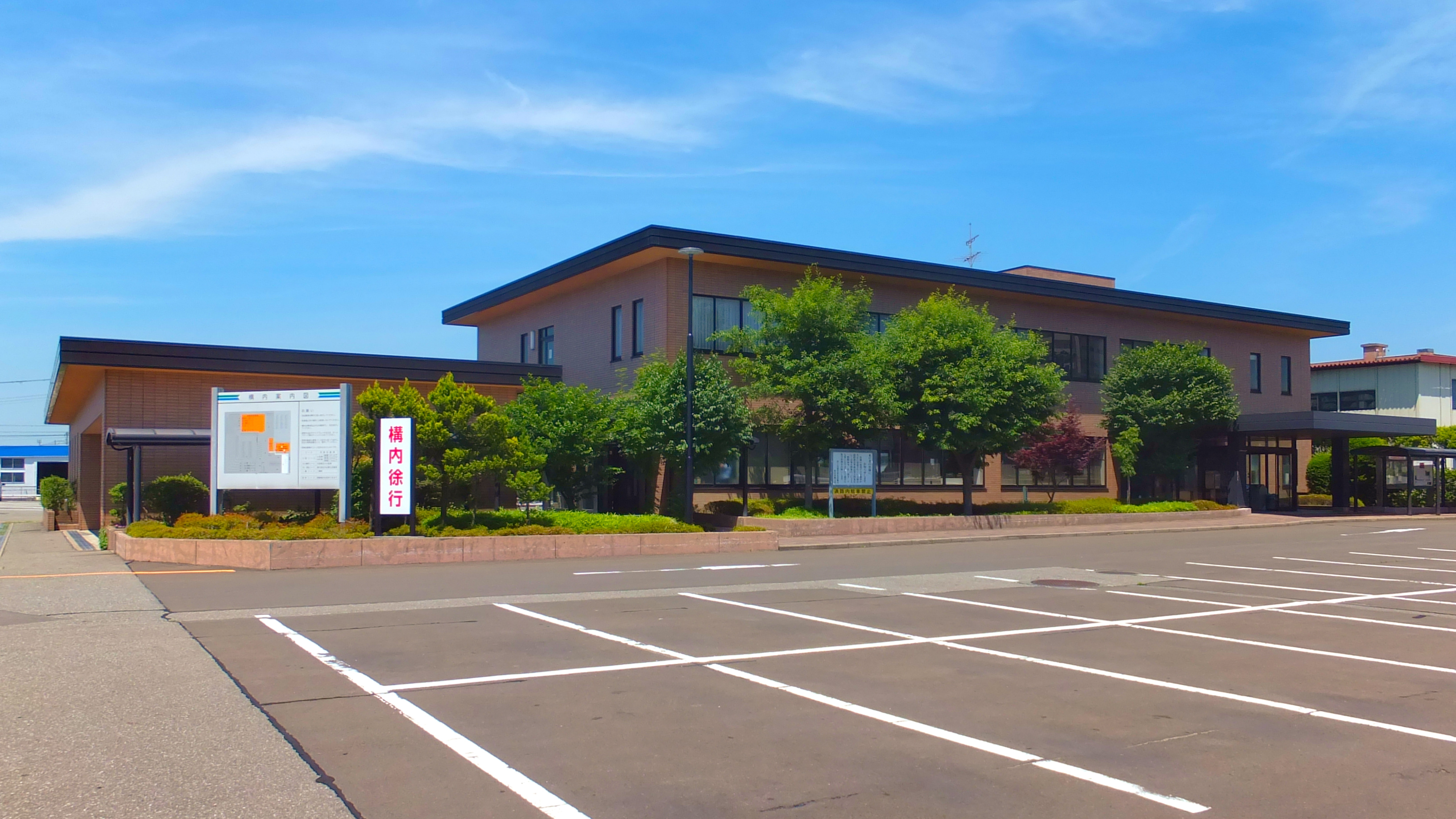
秋田運輸支局

秋田運輸支局（あきたうんゆしきょく）は国土交通省東北運輸局管轄下の運輸支局のひとつ。秋田県秋田市泉字登木に所在する。

## 自動車登録管轄区域
- 秋田県全域である。
  - ここで交付されるナンバープレートは｢秋田｣ナンバーになる。
  - 1988年以前に交付されていたナンバープレートは｢秋｣ナンバーであった。